# Salamandra lanzai
Salamandra lanzai — вид хвостатих земноводних родини саламандрові (Salamandridae). Отруйна амфібія.

## Назва
Вид названий на честь італійського герпетолога Бенедетто Ланци.

## Поширення
Цей вид трапляється тільки на дуже невеликій площі у західних Альпах на кордоні Італії та Франції. Він зустрічається у долинах річок По, Пєлліче і Германаска в Італії, і в долині річки Гіль у Франції. Ізольована популяція було недавно виявлена в долині Чізоне, Італія.

## Опис
Тіло чорного забарвлення, 11-16 см завдовжки. Голова плоска, хвіст заокруглений або загострений.